# کیش‌محله
کیش محله، روستایی از توابع بخش احمد سر گوراب شهرستان شفت در استان گیلان کشورایران است.

## جمعیت
این روستا در دهستان چوبر (شفت) قرار دارد و براساس سرشماری مرکز آمار ایران جمعیت آن ۱۳۴ نفر (۳۸خانوار) بوده‌است.